# Cambra dels Comuns del Regne Unit

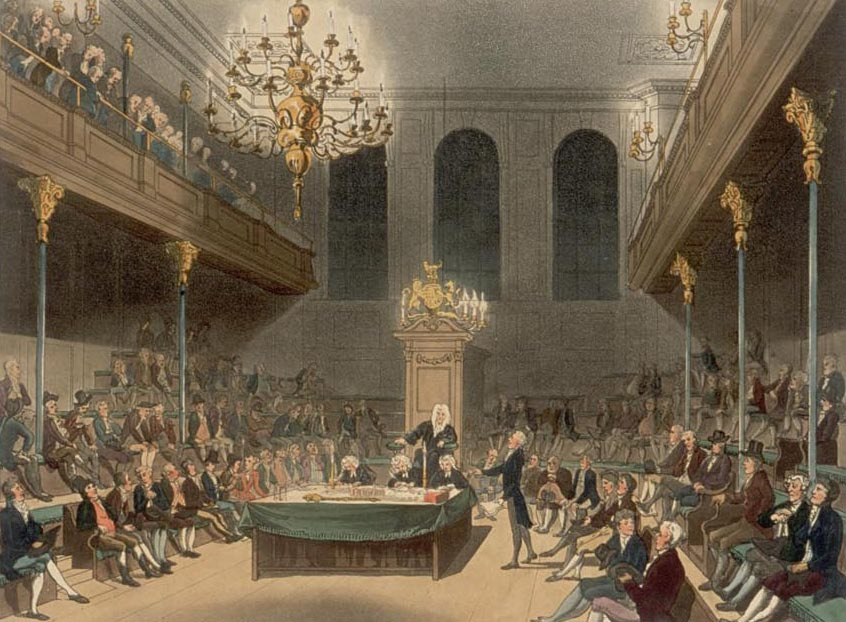
La Cambra dels Comuns (Regne Unit), pintada per Augustus Pugin i Thomas Rowlandson a principis del

La Cambra dels Comuns, oficialment Els Honorables Comuns del Regle Unit de Gran Bretanya i Irlanda del Nord reunits al Parlament (en anglès, The Honourable the Commons of the United Kingdom of Great Britain and Northern Ireland in Parliament assembled) és la cambra baixa del Parlament del Regne Unit. Té la seu al Palau de Westminster. El Parlament també compren el monarca (el rei o la reina) i una segona cambra: la cambra alta o Cambra dels Lords. Tot i això, la Cambra dels Comuns és la part més important del Parlament.
La Cambra dels Comuns s'elegeix democràticament. Consta de 650 membres que s'escullen per escrutini nominal majoritari d'una volta (els electors han de triar un candidat i qui obté més vots guanya les eleccions) als diferents districtes del Regne Unit per un període màxim de cinc anys, fins que el monarca dissol el Parlament, generalment al cap de quatre anys. Aquests representants són anomenats membres del Parlament (en anglès: Members of Parliament o de manera escurçada: MPs). Cada càrrec electe representa una circumscripció (en anglès: constituency).
Des de 1902, tots els Primers Ministres, a excepció de Lord Alec Douglas-Home al 1963 i Gordon Brown al 2007, han estat en algun moment representants dels comuns. A més, tots els ministres dels diferents governs provenen de la Cambra dels Comuns.
La Cambra dels Comuns es va establir al segle xiv i ha existit de forma continuada des d'aleshores. El terme comuns deriva dels comuns francesos normands i es refereix a les comunitats geogràfiques i col·lectives dels seus representants. En els seus inicis tenia menys poder que la Cambra dels Lords, però actualment és la cambra amb majors poders legislatius del Parlament. Durant els segles xviii i xix va ser l'únic òrgan polític amb un sistema democràtic en general. Des de 1911, el poder legislatiu de la Cambra dels Comuns excedeix el poder de la Cambra dels Lords, ja que a partir d'aquella data es va suprimir als lords el poder de rebutjar les lleis i només van conservar la potestat de suggerir modificacions. A més, el Primer Ministre roman en el seu càrrec només mentre conserva el suport dels comuns, i el govern del Regne Unit ha de respondre davant la Cambra dels Comuns quan els seus membres ho considerin convenient.
L'arxiu de la Cambra dels Comuns es troba a la seva pròpia biblioteca.

## Membres i eleccions
Fins a les reformes del segle xix, els districtes electorals tenien poca base en la població: els comptats i les ciutats, que majoritàriament no tenien uns límits fixos, eren representats per dos membres cada un. L'estructura censatària de la població amb dret a vot i els privilegis d'origen medieval feia que certes regions molt escassament poblades d'Anglaterra escollissin igualment dos membres del Parlament, fet que garantia que l'elecció d'aquests quedés de facto en mans d'alguna única família de notables censada a la zona, ja que el cens electoral quedava reduït a poques persones. En aquests districtes, moltes vegades associats a antics burgs i ciutats que van anar a menys des de l'edat mitjana, se'ls anomenada burgs podrits i eren utilitzats per membres de la noblesa com una manera senzilla d'assegurar-se un escó al parlament.
Les reformes aprovades durant el segle xix, començant amb la reforma de 1832, van comportar una distribució més uniforme dels escons, l'abolició dels anomenats burgs podrits i una ampliació de la població amb dret a vot. D'altra banda, les reformes de 1885 van suprimir la majoria dels districtes electorals que tenien dos representants, i els pocs que van romandre van ser finalment suprimits el 1948. També es van eliminar els districtes electorals de les universitats, que permetien a universitats importants com Oxford, Cambridge i universitats antigues d'Escòcia tenir representació al Parlament.
Actualment, cada districte electoral escull només un membre del Parlament. Encara existeix una diferència tècnica entre els districtes electorals d'un comptat i els d'una ciutat.
Amb l'objectiu d'assegurar que tots els districtes tinguin una població més o menys equivalent, els seus límits són determinats per quatre comissions permanents independents: una per Anglaterra, una altra pel País de Gal·les, una altra per Escòcia i finalment una per Irlanda del Nord. El nombre de districtes assignats a les quatre zones del Regne Unit es basa aproximadament en la població, però tenint en compte certes regulacions estatutàries. Anglaterra i Escòcia han de tenir un total d'aproximadament 613 districtes electorals, Irlanda del Nord entre 16 i 18 i el País de Gal·les almenys 35 districtes electorals. Les comissions fan revisions generals dels límits electorals entre cada 8 i 12 anys, així com algunes revisions interines. Aquestes comissions han de considerar els límits establerts pel govern local, tot i que poden introduir canvis per a prevenir grans diferències en les poblacions dels districtes electorals. Les propostes de les comissions encarregades dels límits han de tenir l'aprovació parlamentària, però no poden ser esmenades pel Parlament. Les quatre comissions van ser absorbides per la Comissió Electoral, creada l'any 2000.
El Regle Unit es divideix en 650 districtes electorals: 553 a Anglaterra, 40 al País de Gal·les, 59 a Escòcia i 18 a Irlanda del Nord.
El període parlamentari no pot durar més de cinc anys, a excepció de quan s'aprovi una llei que amplia la duració del mandat parlamentari. Aquesta llei s'ha d'aprovar per les dues cambres i ha de rebre el consentiment reial. La Cambra dels Lords conserva el poder excepcional per a vetar la llei. Dins d'aquest límit de cinc anys, el Primer Ministre podia escollir el moment de la dissolució del Parlament. Tot i això, des de la Llei de Parlaments de Termini Fix de 2011, una elecció general anticipada es fa només si una majoria de dos terços de la Cambra aprova una moció de dissolució, o per un vot de no confiança que no vagi seguit en els següents catorze dies per un vot de confiança (que pot ser per la confiança en el mateix govern o en un altre diferent). Per aquest segon mecanisme, el govern del Regne Unit pot canviar la seva composició política sense unes eleccions generals entremig. El Primer Ministre fixa la data en la qual se celebraran unes eleccions generals, tot i que tradicionalment es fa un dijous. El costum havia establert, fins al 2011, que es convoquessin eleccions transcorreguts quatre anys des de l'anterior. Cada candidat ha de presentar el seu formulari de nominació firmat per deu votants registrats al seu districte electoral, i ha de pagar un dipòsit de 500 lliures, una quantitat que li és retornada en el cas que obtingui almenys en 5% dels vots emesos. El propòsit d'aquest dipòsit és desencoratjar els candidats frívols.
Cada districte electoral escull un membre utilitzant el sistema electoral d'escrutini nominal majoritari d'una volta, sota el qual el candidat que obté més vots és el que guanya. No poden presentar la seva candidatura a membres de la Cambra dels Comuns els menors d'edat, els membres de la Cambra dels Lords, els presos ni els malalts mentals o discapacitats psíquics. Per votar s'ha de residir i ser ciutadà del Regne Unit, d'un Territori Britànic d'Ultramar, de la República d'Irlanda o d'un país membre de la Commonwealth. També es permet als ciutadans britànics que viuen a l'estranger votar durant els 15 anys següents a haver emigrat del Regne Unit. Cap persona vot votar en més d'un districte electoral.
Tan bon punt és escollit, el membre del Parlament continua en funcions fins a la pròxima dissolució o fins a la seva mort. La Cambra dels Comuns pot decidir expulsar a un dels seus membres en cas que aquest hagi incorregut en una falta de conducta greu o una activitat criminal. En aquests casos, la vacant s'ocupa mitjançant una elecció parcial al districte electoral respectiu. De la mateixa manera, un membre del Parlament pot dimitir abans de completar la seva legislatura. En aquest cas, es procedeix a convocar eleccions anticipades al seu districte. En els dos casos s'utilitza el mateix sistema electoral que en unes eleccions comuns. Com que el mandat d'un membre no pot superar els cinc anys, aquestes circumstàncies han portat a la pràctica a l'existència d'eleccions parcials en diferents districtes electorals, que se celebren generalment al mateix temps a la meitat de la legislatura -normalment al cap de 3 anys d'establir-se en nou Parlament- amb la finalitat d'uniformar el procés electoral.
El terme membre del Parlament s'utilitza normalment per referir-se només als membres de la Cambra dels Comuns, tot i que la Cambra dels Lords també sigui una part del Parlament. Els membres de la Cambra dels Comuns poden utilitzar les sigles "M.P" (Member of Parliament) després del seu nom, com a senyal honorífica.
El sou anual de cada membre del Parlament és de 59.095£. Tot i això, els membres poden rebre sous addicionals per tasques que desenvolupin en altres oficines públiques. La major part dels membres també disposen d'una assignació monetària d'entre 100.000£ i 150.000£ per cobrir les despeses d'oficina (personal, franqueig, viatges, telèfon, etc.) i en el cas dels membres que no viuen a Londres per fer front a les despeses de manterni una casa a Londres.
| Composició de la Cambra dels Comuns segons les eleccions generals del Regne Unit de 2019 | Composició de la Cambra dels Comuns segons les eleccions generals del Regne Unit de 2019 | Composició de la Cambra dels Comuns segons les eleccions generals del Regne Unit de 2019 |
| ---------------------------------------------------------------------------------------- | ---------------------------------------------------------------------------------------- | ---------------------------------------------------------------------------------------- |
| Partit                                                                                   | Partit                                                                                   | Escons                                                                                   |
| Partit Conservador                                                                       | Partit Conservador                                                                       | 365                                                                                      |
| Partit Laborista                                                                         | Partit Laborista                                                                         | 203                                                                                      |
| Partit Nacional Escocès                                                                  | Partit Nacional Escocès                                                                  | 48                                                                                       |
| Partit Liberal Demòcrata                                                                 | Partit Liberal Demòcrata                                                                 | 11                                                                                       |
| Partit Unionista Democràtic                                                              | Partit Unionista Democràtic                                                              | 8                                                                                        |
| Sinn Féin                                                                                | Sinn Féin                                                                                | 7                                                                                        |
| Plaid Cymru                                                                              | Plaid Cymru                                                                              | 4                                                                                        |
| Partit Socialdemòcrata i Laborista                                                       | Partit Socialdemòcrata i Laborista                                                       | 2                                                                                        |
| Partit de l'Aliança d'Irlanda del Nord                                                   | Partit de l'Aliança d'Irlanda del Nord                                                   | 1                                                                                        |
| Partit Verd d'Anglaterra i Gal·les                                                       | Partit Verd d'Anglaterra i Gal·les                                                       | 1                                                                                        |
| Independents                                                                             | Independents                                                                             | 1                                                                                        |

## Comitès
El Parlament del Regne Unit utilitza diversos comitès per a la revisió de lleis i altres tasques. Els comitès estudien les lleis detalladament i poden fer esmenes. Aquelles lleis de gran importància constitucional, així com algunes mesures financeres importants, s'envien generalment al Gran Comitè, un cos que inclou a tots els membres de la Cambra dels Comuns i presidit pel President de la Cambra o un Vicepresident de protocol.
Els comitès es reuneixen en sales de treball de la Cambra dels Comuns. La major part de les lleis són analitzades per les comissions permanents, que estan formades per entre 16 i 50 membres cada una. La qualitat de membre de cada comissió permanent es correspon amb el poder que posseeixen els diversos partits representats a la Cambra. Ser membre de les comissions permanents canvia constantment, s'assignen nous membres cada vegada que el comitè considera una nova llei. No existeix un límit formal pel que fa al nombre de comissions permanents, tot i que generalment n'hi ha unes deu. Només en circumstàncies especials, una llei és confiada a una comissió permanent especial, que funciona com una comissió permanent però que pot investigar i fer audiències sobre els temes que s'estudien. Al novembre de 2006, els comitès de llei pública van substituir les comissions permanents.
La Cambra dels Comuns també té diversos comitès departamentals. Els membres d'aquests cossos, igual que en el cas de les comissions permanents, són un reflex del poder dels partits a la Cambra dels Comuns. Cada comitè escull el seu propi president. La funció primària d'un comitè departamental és analitzar i investigar les activitats d'un departament governamental particular. Per a fer aquestes investigacions, el comitè està habilitat per dur a terme audiències. les lleis poden ser estudiades pels comitès departamentals, però és un procediment que s'utilitza molt rarament.
Un altre tipus diferent de comitè és el comitè domèstic. Els comitès domèstics supervisen l'administració de la Cambra i dels serveis proporcionats als membres. Altres comitès de la Cambra dels Comuns inclouen les comissions mixtes (on també hi ha membres de la Cambra dels Lords), el comitè sobre estàndards i privilegis (que considera qüestions de privilegi parlamentari, així com problemàtiques relacionades amb la conducta dels membres) i el comitè de selecció (que determina si s'és membre d'altres comitès).

## Funcions
Els projectes de llei es poden presentar a través de qualsevol de les dues cambres, tot i que les lleis polèmiques normalment sorgeixen de la Cambra dels Comuns.
La supremacia de la Cambra dels Comuns en temes legislatius està determinada per les Actes Parlamentàries, les quals estableixen que certs tipus de lleis es poden presentar per l'assentiment reial (Royal Assent) sense la necessitat de comptar amb el consentiment de la Cambra dels Lords. Els lords no poden retardar una llei sobre fons monetaris (una proposta que, segons l'opinió del Speaker de la Cambra dels Comuns fa referència exclusiva a impostos nacionals o a fons públics) durant més d'un mes. És més, els lords no poden retardar la majoria de les altres lleis públiques durant més de dos sessions parlamentàries o un any calendari. Tot i això, aquestes provisions s'apliquen només a les lleis públiques que s'originen a la Cambra dels Comuns. D'altra banda, una llei que vol allargar la duració del període parlamentari durant més de cinc anys sí que requereix el consentiment de la Cambra dels Lords.
Per una tradició que es remunta a abans de les Actes Parlamentàries, només la Cambra dels Comuns pot presentar projectes de lleis que facin referència a matèries impositives o financeres. A més, les lleis de fons monetaris aprovades per la Cambra dels Comuns no poden ser modificades per la Cambra dels Lords. Aquesta cambra tampoc pot esmenar una llei per inserir impostos o una disposició relacionada amb aquests, però sovint la Cambra dels Comuns deixa de banda els seus privilegis i permet que els lords facin esmenes amb implicacions financeres. A causa d'un acord conegut com la Convenció de Salisbury, la Cambra dels Lords no intenta oposar-se a la legislació que hagi estat promesa en el programa de treball proposada pel partit durant l'última elecció. Com que el poder de la Cambra dels Lords ha estat retallat per l'estatut i per la pràctica, la Cambra dels Comuns és la branca més poderosa del Parlament.

## Relació amb el govern
Tot i que la Cambra dels Comuns no escull el Primer Ministre, la posició dels partits en aquests és de vital importància. El Primer Ministre ha de retre comptes i ha de comptar amb el suport de la Cambra dels Comuns. D'aquesta manera, sempre que queda vacant el càrrec de Primer Ministre, el soberà designa a la persona que té un major suport de la Cambra, que generalment és el líder del partit amb més representants. El líder del segon partit en quantitat de representants pren el paper de líder de l'oposició. En èpoques modernes el Primer Ministre sempre ha estat un membre de la Cambra dels Comuns en lloc de pertànyer a la Cambra dels Lords, a excepció de Lord Alec Douglas-Home al 1963 i Gordon Brown al 2007.
El Primer Ministre pot romandre en el seu càrrec sempre que conservi el suport de la Cambra dels Comuns. La cambra baixa pot mostrar la seva falta de suport al govern votant en contra d'un vot de confiança o proposant una moció de censura. Les mocions de confiança i de censura a vegades s'indiquen de manera explícita, per exemple: Que aquesta cambra no confia en el govern de sa majestat. Tot i que no s'expressin de manera explícita, moltes altres mocions o votacions també es consideren expressions de confiança. Particularment, ho són les votacions de lleis importants que formen part de la plataforma del govern, igual que la votació del pressupost anual del regle. Quan un govern ha perdut la confiança de la Cambra dels Comuns, el Primer Ministre ha de dimitir o sol·licitar al monarca que dissolgui el Parlament, fet que desemboca a la celebració d'unes eleccions generals.
A excepció de quan és obligat per un resultat advers en una qüestió de confiança, el monarca autoritza al Primer Ministre a decidir el moment en què es dissol el Parlament i, per tant, quan es convoquen unes eleccions generals. L'elecció d'aquest moment es basa en consideracions polítiques i és generalment el temps més oportú per al partit del Primer Ministre. Tot i això, cap període parlamentari pot durar més de cinc anys i es produeix una dissolució automàtica de la Cambra quan es compleix aquest termini almenys que s'aprovi una acta del Parlament que allargui el termini màxim, tal com va passar durant les dues guerres mundials. Gairebé mai el Parlament dura més de cinc anys, normalment la dissolució es demana abans de complir aquest termini.

## El pel·lícula i TV
El 1986, la cadena ITV Granada va fer una rèplica de la Cambra dels Comuns de 1950, amb estudis a Manchester. El 2002, aquests estudis van ser comprats per la BBC.